# Creaton
Pour le fabricant allemand de tuiles, voir Creaton.
Creaton est une paroisse civile et un village du Northamptonshire, en Angleterre.